# X-Women
X-Women es una serie de historietas creada por Rafa Fonteriz en 1992 para la revista "Kiss Comix" de Ediciones La Cúpula. En ella se parodian los personajes de la famosa serie de superhéroes X-Men, presentándolos en situaciones eróticas.

## Trayectoria editorial
X-Women fue la primera serie de éxito de su autor, abriéndole las puertas de la revista insignia de La Cúpula, "El Víbora". Fue vendida además a una decena de países. En EE. UU. la serie fue publicada independientemente y luego reeditada en álbum por Fantagraphics.
Ya en el nuevo siglo, Rafa Fonteriz realizó una continuación para la revista "Eros Comix".